# Tapis d'Abadeh
 (juillet 2016).
Le tapis d'Abadeh est un type de tapis persan. L'artisanat de ce type de tapis ne remonte qu'à quelques dizaines d'années. Les motifs ne sont donc pas des motifs transmis de génération en génération mais plutôt empruntés à d'autres régions d'Iran.

## Description
Le motif du zil-i sultan (vase orné de fleurs) est le décor le plus fréquent, reproduit dans des dimensions plus grandes que sur les autres types de tapis. On trouve aussi fréquemment des décors dérivés des motifs utilisés par les tribus Qashqaïes qui campent l'été aux alentours d'Abadeh. Un motif fréquent est le losange, au centre du champ, entouré de minuscules dessins géométriques rappelant ceux utilisés par les tribus du Fars.